# Bloody Point
Bloody Point är en udde i Saint Kitts och Nevis.  Den ligger i parishen Trinity Palmetto Point, i den centrala delen av landet, 7 km väster om huvudstaden Basseterre. Bloody Point ligger på ön Saint Christopher.